# Michael Dinan

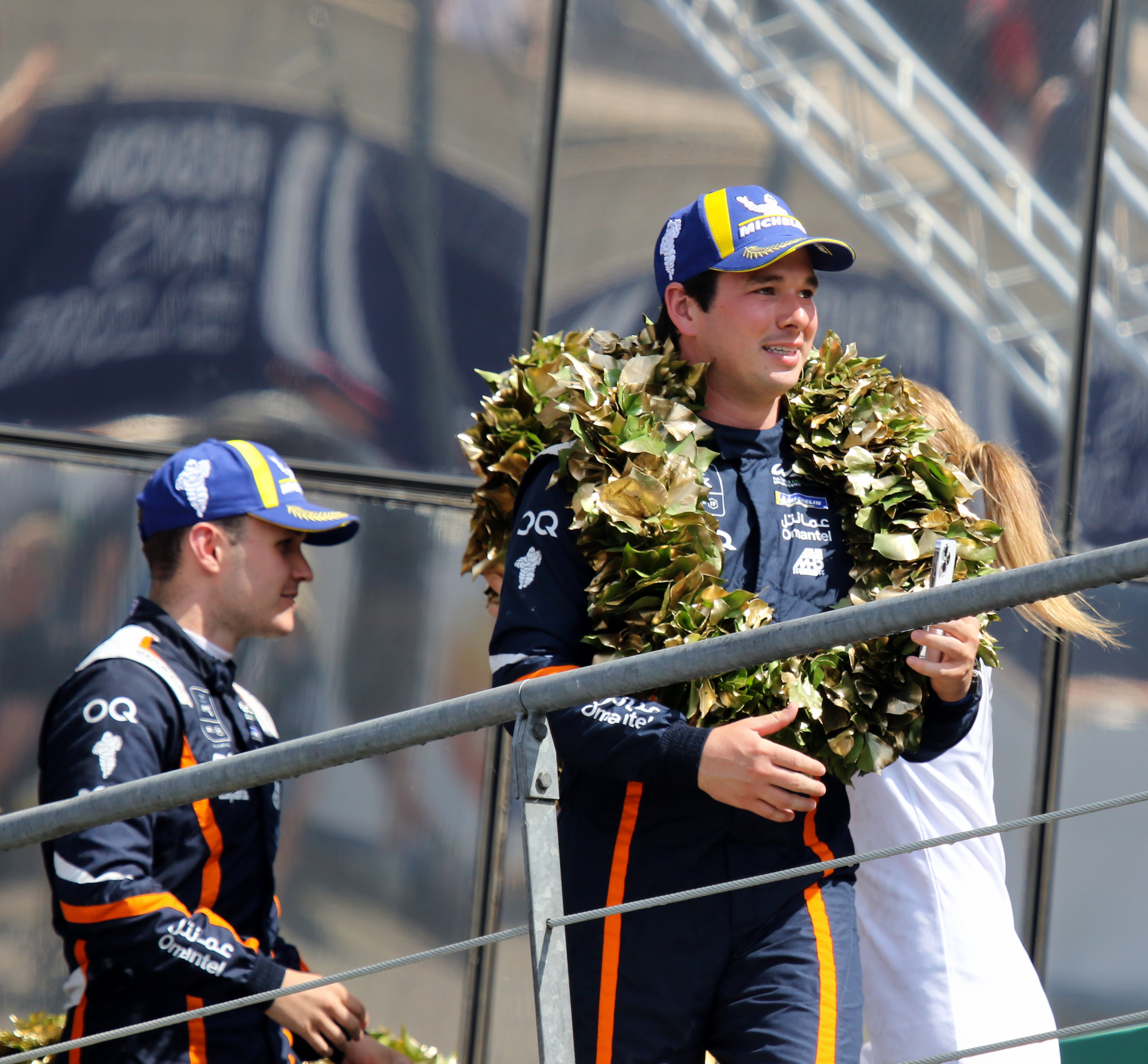
Michael Dinan (vorne) und Charlie Eastwood 2023 in Le Mans

Michael Dinan (* 26. August 1998 in New York City) ist ein US-amerikanischer Autorennfahrer. 

## Karriere als Rennfahrer
Michael Dinan entstammt einer wohlhabenden Familie. Sein Vater Jamie Dinan ist ein erfolgreicher Börsenmakler und Hedgefonds-Manager; 2023 verwaltete dessen Fonds York Capital Management 18,5 Milliarden US-Dollar.
Dinans Fahrerkarriere begann 2018 im US-amerikanischen Mazda MX-5-Cup. 2020 gewann er auf einem Aston Martin Vantage AMR GT4 die Amateur-Klasse der Pirelli GT4 America Sprint Series. Ab 2022 startete er regelmäßig in der IMSA WeatherTech SportsCar Championship, gab auf einem BMW M4 GT3 sein Debüt beim 24-Stunden-Rennen von Daytona und beim 12-Stunden-Rennen von Sebring, wo er gemeinsam mit Bill Auberlen und Robby Foley an der 23. Stelle der Gesamtwertung ins Ziel kam. 2023 kam zu den Einsätzen in der IMSA eine komplette Saison in der FIA-Langstrecken-Weltmeisterschaft hinzu.
Michael Dinan besitzt eine für sein junges Alter ungewöhnlich umfangreiche Sammlung an Supersportwagen. Dazu zählen unter anderem der zu seinem 18. Geburtstag erworbene Pagani Zonda MD (ein Einzelstück), ein Bugatti Veyron 16.4 Supersport und spezielle Ferrari-Modelle, wie ein Monza SP2, ein 488 Pista und ein SF90 Stradale.

## Statistik

### Le-Mans-Ergebnisse
| Jahr | Team      | Fahrzeug                 | Teamkollege     | Teamkollege      | Platzierung | Ausfallgrund |
| ---- | --------- | ------------------------ | --------------- | ---------------- | ----------- | ------------ |
| 2023 | ORT by TF | Aston Martin Vantage AMR | Ahmad Al Harthy | Charlie Eastwood | Rang 28     |              |

### Sebring-Ergebnisse
| Jahr | Team              | Fahrzeug   | Teamkollege       | Teamkollege | Platzierung | Ausfallgrund |
| ---- | ----------------- | ---------- | ----------------- | ----------- | ----------- | ------------ |
| 2022 | Turner Motorsport | BMW M4 GT3 | Bill Auberlen     | Robby Foley | Rang 25     |              |
| 2023 | Turner Motorsport | BMW M4 GT3 | Patrick Gallagher | Robby Foley | Rang 23     |              |
| 2024 | Tower Motorsports | Oreca 07   | Charlie Eastwood  | John Farano | Ausfall     | Unfall       |

### Einzelergebnisse in der FIA-Langstrecken-Weltmeisterschaft
| Saison | Team      | Rennwagen                | 1   | 2   | 3   | 4   | 5   | 6   | 7   |
| ------ | --------- | ------------------------ | --- | --- | --- | --- | --- | --- | --- |
| 2023   | ORT by TF | Aston Martin Vantage AMR | SEB | POR | SPA | LEM | MON | FUJ | BAH |
| 2023   | ORT by TF | Aston Martin Vantage AMR | 26  | 28  | 22  | 28  | 28  | 35  | DNF |